# Krajský soud v Praze
Krajský soud v Praze je krajský soud se sídlem v hlavním městě Praze, jehož působnost je ale dána pouze pro obce Středočeského kraje. Pro území hlavního města je jako krajský soud zřízen Městský soud v Praze.

## Historie
Zemský soud v Praze jakožto moderní obecný soud vznikl roku 1850, navazoval ovšem na zdejší dřívější zemský soud pro privilegované osoby. Později byl rozdělen na Zemský soud civilní v Praze (sídlil v soudním komplexu mezi Ovocným trhem a Celetnou ulicí) a Zemský soud trestní v Praze (sídlil nejdříve v komplexu budov na rohu Spálené ulice a Karlova náměstí, pak přesídlil do justičního paláce na Pankráci), vedle nich navíc existoval samostatný Zemský soud obchodní v Praze. Po roce 1928 se označovaly jako soudy krajské a po roce 1949 byly všechny sloučeny do jednoho obecného krajského soudu, navíc do jeho působnosti přešla i území zrušených krajských soudů v Kutné Hoře a Mladé Boleslavi. Roku 1960 vznikl naopak samostatný krajský soud pouze pro území hlavního města Prahy s názvem Městský soud v Praze.
V letech 1992–2000 v jeho obvodu a zároveň v obvodu Městského soudu v Praze působil samostatný Krajský obchodní soud v Praze, rozhodující v obchodních věcech a vedoucí obchodní rejstřík, který byl poté začleněn do pražského městského soudu.

## Budova
Soud se nachází v klasicizujícím justičním paláci s dominantním průčelím do náměstí Kinských na Smíchově. Původně zde sídlil také Obvodní soud pro Prahu 5. Jde o komplex třípatrových budov obepínajících vnitřní nádvoří, který byl postaven v letech 1892–1902 částečně na místě zbourané dřevěné divadelní arény Pavla Švandy ze Semčic. Původně šlo o vojenská kasárna, pojmenovaná podle arcivévody Albrechta, v nichž sídlil jedenáctý pěší pluk. Za první republiky se přejmenovaly na Štefánikova kasárna, během německé okupace zde sídlilo vládní vojsko a po válce nesly jméno Julia Fučíka. Před soudem, který se sem nastěhoval v 90. letech 20. století, se nachází fontána, která vystřídala známý tank č. 23.

## Agenda
Krajský soud rozhoduje především o odvoláních proti rozhodnutím okresních soudů ve svém obvodu, v některých případech (nejzávažnější trestné činy, insolvenční řízení, spory ve věcech obchodních korporací, hospodářské soutěže, duševního vlastnictví apod.) rozhoduje sám jako soud prvního stupně, o odvoláních pak rozhoduje Vrchní soud v Praze. Vykonává také agendu správního soudnictví.
Agendu veřejných rejstříků právnických a fyzických osob (obchodní rejstřík, spolkový rejstřík, nadační rejstřík, rejstřík ústavů, rejstřík společenství vlastníků jednotek a rejstřík obecně prospěšných společností) však v jeho obvodu vykonává Městský soud v Praze.

## Soudní obvod
Do obvodu Krajského soudu v Praze patří obvody těchto okresních soudů:
- Okresní soud v Benešově
- Okresní soud v Berouně
- Okresní soud v Kladně
- Okresní soud v Kolíně
- Okresní soud v Kutné Hoře
- Okresní soud v Mělníku
- Okresní soud v Mladé Boleslavi
- Okresní soud v Nymburce
- Okresní soud Praha-východ
- Okresní soud Praha-západ
- Okresní soud v Příbrami
- Okresní soud v Rakovníku